# Сексуална диференцијација
Сексуална или полна диференцијација је процес развоја полних разлика између мужјака и женки из недиференцираног зигота. Одређивање пола се често разликује од диференцијације полова; одређивање пола је ознака за развојну фазу према мушкој или женској, док је полна диференцијација пут ка развоју фенотипа.
Примарне полне карактеристике су присутне одмах по рођењу и директно су укључене у репродукцију. У примарне полне карактеристике спадају: полни хромозоми, гамети, полни органи, доминантни полни хормони, анатомија унутрашњих и спољашњих полних органа. Секундарне полне карактеристике се развијају касније у животу (обично за време пубертета) и не учествују у репродукцији директно. Код људи у секундарне полне карактеристике спадају: облик и маљавост лица, однос масног ткива и мишића у општој конституцији тела, облик и маљавост тела, присуство или одсуство дојки и адамове јабучице.

## Системи диференцијације
Људи, многи сисари, инсекти и друге животиње имају XY систем одређивања пола. Људи имају четрдесет шест хромозома, укључујући два полна хромозома, XX код жена и XY код мушкараца. Y хромозом мора да носи најмање један есенцијални ген који одређује формирање тестиса (првобитно назван TDF). Утврђено је да ген у региону који одређује пол кратког крака Y, који се сада назива SRY, усмерава производњу протеина, фактора који одређује тестисе, који се везује за ДНК, изазивајући диференцијацију ћелија које потичу из гениталних гребена. у тестисе. Код трансгених XX мишева (и неких људских XX мужјака), сам SRY jе довољан да изазове диференцијацију мужјака.
Други хромозомски системи постоје у другим таксонима, као што је ZW систем за одређивање пола код птица и XO систем код инсеката.
Одређивање пола у животној средини се односи на одређивање (а затим и диференцијацију) пола путем негенетских знакова као што су друштвени фактори, температура и доступни хранљиви састојци. Код неких врста, као што је хермафродитска риба кловн, полна диференцијација се може десити више пута као одговор на различите индикације околине, нудећи пример како полна диференцијација не прати увек типичан линеарни пут.
Било је вишеструких прелаза између еколошких и генетских система одређивања пола код гмизаваца током времена, а недавне студије су показале да температура понекад може да надјача одређивање пола преко хромозома.

## Диференцијација мозга
Код многих животиња, разлике у изложености мозга фетуса полним хормонима су у корелацији са значајним разликама у структури и функцији мозга, које су у корелацији са репродуктивним понашањем одраслих. Узроци разлика међу половима се разумеју само код неких врста. Феталне полне разлике у људском мозгу заједно са раним разликама у искуству могу бити одговорне за полне разлике уочене код деце између 4 године и адолесценције.
Многе појединачне студије на људима и другим приматима пронашле су статистички значајне полне разлике у специфичним структурама мозга; међутим, неке студије нису пронашле никакве полне разлике, а неке мета-анализе су довеле у питање претерано генерализовање да мозак жена и мушкараца функционишу другачије. Мушкарци и жене се статистички разликују у неким аспектима свог мозга, али постоје делови мозга за које се чини да уопште нису сексуално диференцирани. Неки научници описују варијације људског мозга не као две различите категорије, па чак ни као континуум мушко-женско, већ као мозаике.
Код птица, хипотезе о полним разликама у мозгу између мушких и женских јединки доведене су у питање недавним открићима да се разлике између група могу бар делимично објаснити доминацијом појединца. Штавише, узроци понашања полних разлика у мозгу су набројани у студијама полних разлика између различитих система парења. На пример, мужјаци полигине врсте волухарица са интрасексуалном конкуренцијом мужјака имају боље просторно учење и памћење од женки своје врсте, али и боље просторно учење и памћење од свих полова других блиско сродних врста које су моногамне; стога су разлике у мозгу које се обично виде као „полне разлике“ повезане са конкуренцијом. Сексуална селекција игра улогу код неких врста, јер мужјаке који показују више понашања у песми бирају женке⁠—тако да се чини да су неке полне разлике у регионима мозга за певање птица еволутивно одабране током времена.